# Brejo do Piauí
Brejo do Piauí este un oraș în Piauí (PI), Brazilia.